# Sarny (stacja kolejowa)
Sarny (ukr. Сарни, ros. Сарны) – węzłowa stacja kolejowa w miejscowości Sarny, w rejonie sarneńskim, w obwodzie rówieńskim, na Ukrainie. Węzeł linii Równe – Baranowicze – Wilno oraz Kijów – Sarny – Kowel.
Stacja powstała w XIX w. pomiędzy stacjami Stepań a Dąbrowica (linia Równe - Wilno).